# Richard Smalley
Richard Errett Smalley (Akron, 6 juni 1943 – Houston, 28 oktober 2005) was een Amerikaans scheikundige en Nobelprijswinnaar. Hij was de Gene and Norman Hackerman Professor in Scheikunde, en professor natuurkunde en astronomie aan de Rice University. In 1996 won hij samen met Harold Kroto en Robert Curl de Nobelprijs voor Scheikunde voor hun ontdekking van fullereen.

## Biografie
Smalley was de jongste van vier kinderen van Frank Dudley Smalley Jr. en Esther Virginia Rhoads. Hij groeide op in Kansas City, Missouri.
Smalley ging eerst naar het Hope College, alvorens over te stappen naar de Universiteit van Michigan. Hier haalde hij in 1965 zijn Bachelordiploma. Tussen zijn studies door werkte hij in de industrie, waar hij zijn unieke managementstijl ontwikkelde. Hij haalde in 1973 zijn Ph.D. van de Princeton-universiteit. Daarna deed hij nog post-doctoraal werk aan de Universiteit van Chicago, samen met Lennard Wharton en Donald Levy. Met hen was hij een pionier op het gebied van supersonische laser spectroscopie.
Smalley's onderzoek op het gebied van fysische chemie richtte zich vooral op de formatie van anorganische en semi-geleidende clusters. Hij deed dit onderzoek met de toen nog vrij nieuwe techniek van ion-cyclotron resonantie massaspectrometrie. Hij werd door Robert Curl voorgesteld aan Harry Kroto. Hun onderzoek samen leidde tot de ontdekking van C60 als de derde allotropische vorm van koolstof.
Het onderzoek dat Kroto, Smalley en Curl de Nobelprijs opleverde, werd gepubliceerd in het tijdschrift Nature in de editie van 14 november 1985 onder de naam "C60: Buckminsterfullerene." Hoewel maar drie mensen tegelijk een Nobelprijs kunnen ontvangen, waren er meer mensen bij dit onderzoek betrokken, waaronder studenten James R. Heath en Sean C. O'Brien. Smalley noemt de twee in zijn verslag over de Nobelprijs.
Smalley's laatste onderzoek richtte zich op koolstofnanobuizen, en dan vooral de chemische synthese hiervan. Hij is bekend voor het onderzoek van zijn groep naar de methode voor het maken van grote ladingen hoge-kwaliteits nanobuizen. Smalley's werk leidde tot de oprichting van Carbon Nanotechnologies Inc.
Later in zijn leven was hield Smalley zich vaak bezig met de behoefte aan goedkope schone energie, wat volgens hem het grootste probleem van de mensheid in de 21e eeuw was. Hij was van mening dat verbeterd wetenschappelijk onderwijs de sleutel vormde tot de oplossing voor dit probleem, en moedigde veel jonge studenten aan om wetenschappelijke carrières te kiezen. Zijn slogan hiervoor was "Be a scientist, save the world."
Hoewel hij het grootste gedeelte van zijn leven sceptisch was over religie, werd hij in de laatste jaren van zijn leven christen.
In 1999 werd bij Smalley non-hodgkinlymfoom vastgesteld, wat uiteindelijk resulteerde in chronische lymfatische leukemie. Hij stierf op 28 oktober 2005 in het M.D. Anderson Cancer Center in Houston, Texas. Astronoom Hugh Ross was op zijn begrafenis aanwezig, en hield ook een toespraak.

## Publicaties
- Smalley, R.E. "Supersonic bare metal cluster beams. Final report", Rice University, United States Department of Energy—Office of Energy Research, (Oct. 14, 1997).
- Smalley, R.E. "Supersonic Bare Metal Cluster Beams. Technical Progress Report, March 16, 1984 - April 1, 1985", Rice University, United States Department of Energy—Office of Basic Energy Sciences, (Jan. 1, 1985).